# Jeanne Gaëlle Eyenga
Pour les articles homonymes, voir Eyenga.
Jeanne Gaëlle Eyenga Mbo'ossi, née le 24 janvier 1999 à Yaoundé, est une haltérophile camerounaise.

## Carrière
Elle est médaillée d'argent à l'arraché, à l'épaulé-jeté et au total dans la catégorie des moins de 76 kg aux Jeux africains de 2019.
En 2021, elle est triple médaillée d'or dans cette même catégorie aux championnats d'Afrique à Nairobi, et participe aux Jeux olympiques de Tokyo,
Elle est médaillée de bronze à l'arraché, à l'épaulé-jeté et au total  dans la catégorie des moins de 81 kg aux championnats d'Afrique 2022 au Caire.
Elle est médaillée d'argent à l'arraché, à l'épaulé-jeté et au total  dans la catégorie des moins de 81 kg aux championnats d'Afrique 2023 à Tunis, aux championnats d'Afrique 2024 à Ismaïlia et aux Jeux africains de 2023 à Accra. Elle est triple médaillée d'or dans la catégorie des moins de 87 kg aux Championnats d'Afrique d'haltérophilie 2025 à Moka.